# Tanja Poutiainen
Tanja Poutiainen (n. 6 aprilie 1980, Rovaniemi, Lapin lääni, Finlanda) este o schioare alpină ce a reprezentat Finlanda, medaliată olimpică. A participat la 5 ediții ale Jocurilor Olimpice (1998, 2002, 2006, 2010, 2014) în care a câștigat o medalie de argint.